# Hovran
Hovran, även Håvran eller Håfran, är en selsjö som bildas av en vidgning av Dalälven, strax utanför Hedemora i södra Dalarna och som ingår i Dalälvens huvudavrinningsområde. Sjön är 15,4 meter djup, har en yta på 6,83 kvadratkilometer och befinner sig 81,8 meter över havet. Sjön avvattnas av vattendraget Dalälven (Österdalälven). Vid provfiske har bland annat abborre, braxen, gers och gädda fångats i sjön.
Den är känd i ornitologiska kretsar som en bra fågelsjö, med ungefär 220 skådade arter. Den är ett Natura 2000-område och finns med på Ramsar-listan över skyddade våtmarker.
Rosenfink hade ett av Sveriges första stamtillhåll vid sjön, där häckning bekräftades något osäkert 1950 och bekräftat 1952. Brushanehäckning bekräftades 1953, tidigare hade man antagit att den endast rastade vid sjön. Bland fiskar i sjön, förutom de fiskar man normalt hittar i Dalälven och sjöarna i omgivningen, finns också exempelvis sutare.
År 2004 byggdes Dalarnas första fågeltorn anpassat för rullstolsburna vid sjön, med pengar från länsstyrelsen.
Hällagrundet, Brunnaön och Stackharen är de tre största öarna i sjön. Stackharen är dessutom naturreservat, liksom ön Lilla Älvgången.

## Delavrinningsområde
Hovran ingår i delavrinningsområde (668348-151333) som SMHI kallar för Utloppet av Håvran. Medelhöjden är 102 meter över havet och ytan är 32,09 kvadratkilometer. Räknas de 2500 avrinningsområdena uppströms in blir den ackumulerade arean 26 141,62 kvadratkilometer. Avrinningsområdets utflöde Dalälven (Österdalälven) mynnar i havet. Avrinningsområdet består mestadels av skog (33 procent) och jordbruk (27 procent). Avrinningsområdet har 6,77 kvadratkilometer vattenytor vilket ger det en sjöprocent på 21,1 procent. Bebyggelsen i området täcker en yta av 1,63 kvadratkilometer eller 5 procent av avrinningsområdet.

## Fisk
Vid provfiske har följande fisk fångats i sjön:
- Abborre
- Braxen
- Gärs
- Gädda
- Gös
- Id
- Löja
- Mört
- Sarv